# Tom Szczesniak
 (septembre 2015).
Si vous disposez d'ouvrages ou d'articles de référence ou si vous connaissez des sites web de qualité traitant du thème abordé ici, merci de compléter l'article en donnant les références utiles à sa vérifiabilité et en les liant à la section « Notes et références ».
Tom Szczesniak est un compositeur, arrangeur, chef d'orchestre et poly-instrumentiste franco-américain né le 26 janvier 1948 à Montpellier.

## Musique de film
- 1986 : Le Magicien d'Oz, série animée
- 1987 : Bisounours, série
- 1991 : Les Aventures de Tintin, série animée
- 1994 : Wild C.A.T.s, série animée
- 1999 : Le Monde de Blaster, série animée
- 2000 : Franklin et le Chevalier vert
- 2004 : Franklin, série animée
- 2006 : Franklin et le trésor du lac
- dès 2006 : Ruby Gloom, série animée